# Leydeum dutillyanum
Leydeum dutillyanum är en gräsart som först beskrevs av Ernest Lepage, och fick sitt nu gällande namn av Mary Elizabeth Barkworth. Leydeum dutillyanum ingår i släktet Leydeum och familjen gräs. Inga underarter finns listade i Catalogue of Life.